# Laubert
Laubert est une commune française, située dans le centre du département de la Lozère en région Occitanie.
Exposée à un climat de montagne, elle est drainée par la Boutaresse, le ruisseau de l'Esclancide, les Rousses, le ruisseau de la Loubière et par divers autres petits cours d'eau.
Laubert est une commune rurale qui compte 102 habitants en 2022, après avoir connu un pic de population de 337 habitants en 1911.  Elle fait partie de l'aire d'attraction de Mende. Ses habitants sont appelés les Laubertois ou  Laubertoises.

## Géographie

### Localisation
Laubert se situe sur le massif de la Margeride, le long de la RN88, à 18 km au nord de Mende et à 69 km au sud du Puy-en-Velay.

### Communes limitrophes
Les communes limitrophes sont  Allenc, Arzenc-de-Randon, Châteauneuf-de-Randon, Montbel et Pelouse.
|         | Arzenc-de-Randon | Châteauneuf-de-Randon |
| Pelouse | Laubert          | Montbel               |
|         | Allenc           |                       |

### Hameaux et lieux-dits
Gourgons est un des deux villages constituant la commune de Laubert. Les deux petits villages, Gourgons et Laubert, se trouvent de part et d'autre du redouté col de la Pierre Plantée (1 264 mètres), sur la RN 88. Ils en sont en quelque sorte les gardiens.

### Climat
Pour des articles plus généraux, voir Climat de l'Occitanie et Climat de la Lozère.
En 2010, le climat de la commune est de type climat de montagne, selon une étude s'appuyant sur une série de données couvrant la période 1971-2000. En 2020, Météo-France publie une typologie des climats de la France métropolitaine dans laquelle la commune est exposée à un climat de montagne ou de marges de montagne et est dans la région climatique Sud-est du Massif Central, caractérisée par une pluviométrie annuelle de 1 000 à 1 500 mm, minimale en été, maximale en automne.
Pour la période 1971-2000, la température annuelle moyenne est de 6,8 °C, avec une amplitude thermique annuelle de 15,3 °C. Le cumul annuel moyen de précipitations est de 940 mm, avec 10,4 jours de précipitations en janvier et 6,5 jours en juillet. Pour la période 1991-2020, la température moyenne annuelle observée sur la station météorologique la plus proche, située sur la commune de Châteauneuf-de-Randon à 7 km à vol d'oiseau, est de 7,5 °C et le cumul annuel moyen de précipitations est de 919,4 mm,. Pour l'avenir, les paramètres climatiques de la commune estimés pour 2050 selon différents scénarios d’émission de gaz à effet de serre sont consultables sur un site dédié publié par Météo-France en novembre 2022.

### Milieux naturels et biodiversité
Aucun espace naturel présentant un intérêt patrimonial n'est recensé sur la commune dans l'inventaire national du patrimoine naturel,,.

## Urbanisme

### Typologie
Au 1er janvier 2024, Laubert est catégorisée commune rurale à habitat dispersé, selon la nouvelle grille communale de densité à sept niveaux définie par l'Insee en 2022.
Elle est située hors unité urbaine. Par ailleurs la commune fait partie de l'aire d'attraction de Mende, dont elle est une commune de la couronne,. Cette aire, qui regroupe 31 communes, est catégorisée dans les aires de moins de 50 000 habitants,.

### Occupation des sols
L'occupation des sols de la commune, telle qu'elle ressort de la base de données européenne d’occupation biophysique des sols Corine Land Cover (CLC), est marquée par l'importance des forêts et milieux semi-naturels (74,4 % en 2018), une proportion sensiblement équivalente à celle de 1990 (75,1 %). La répartition détaillée en 2018 est la suivante : 
forêts (66,4 %), zones agricoles hétérogènes (16,1 %), prairies (9,5 %), milieux à végétation arbustive et/ou herbacée (8 %). L'évolution de l’occupation des sols de la commune et de ses infrastructures peut être observée sur les différentes représentations cartographiques du territoire : la carte de Cassini (XVIIIe siècle), la carte d'état-major (1820-1866) et les cartes ou photos aériennes de l'IGN pour la période actuelle (1950 à aujourd'hui).

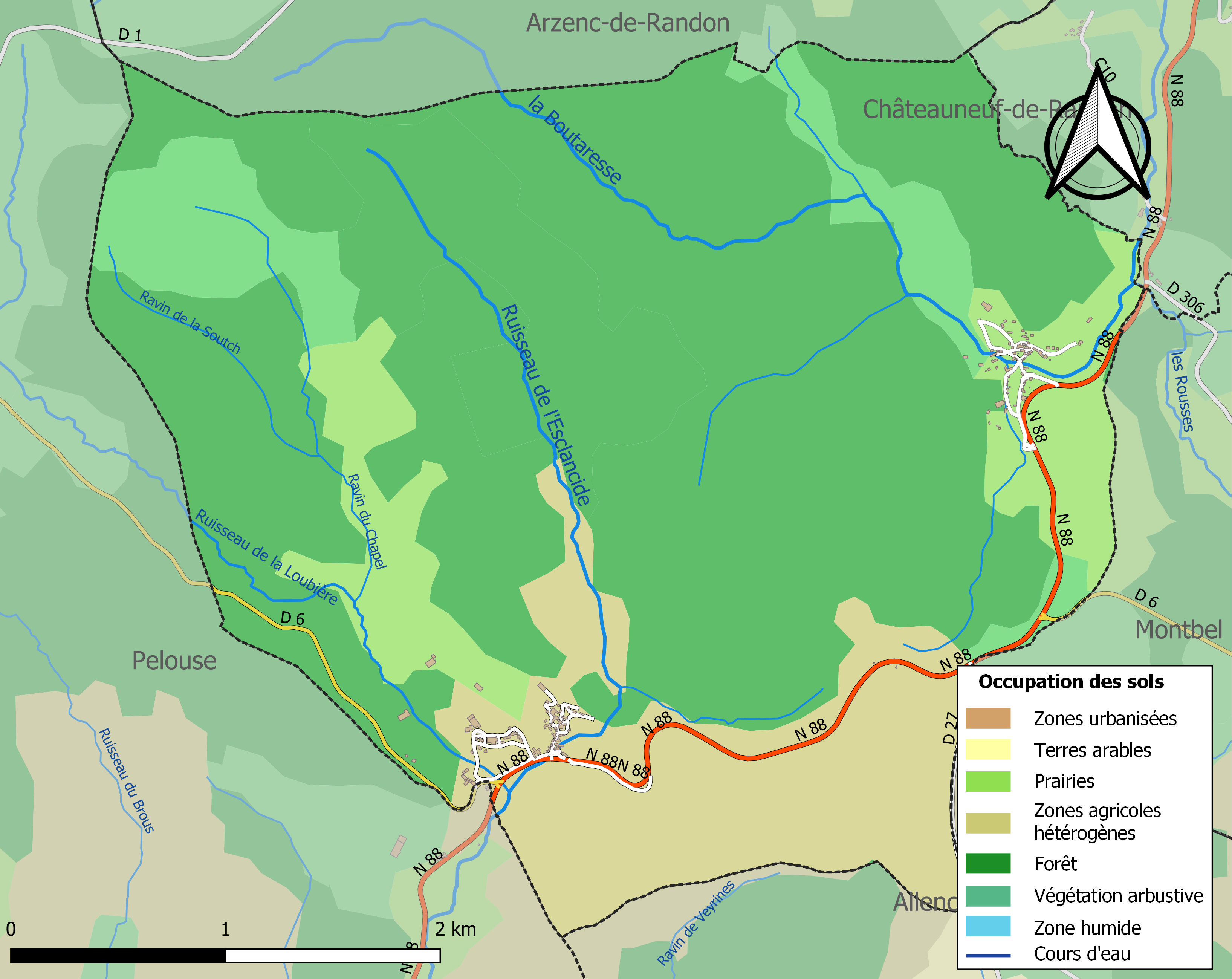
Carte des infrastructures et de l'occupation des sols de la commune en 2018 (CLC).

### Risques majeurs
Le territoire de la commune de Laubert est vulnérable à différents aléas naturels : météorologiques (tempête, orage, neige, grand froid, canicule ou sécheresse), feux de forêts et séisme (sismicité faible). Il est également exposé à un risque technologique,  le transport de matières dangereuses, et à un risque particulier : le risque de radon. Un site publié par le BRGM permet d'évaluer simplement et rapidement les risques d'un bien localisé soit par son adresse soit par le numéro de sa parcelle.

#### Risques naturels
Laubert est exposée au risque de feu de forêt. Un plan départemental de protection des forêts contre les incendies (PDPFCI) a été approuvé en décembre 2014 pour la période 2014-2023. Les mesures individuelles de prévention contre les incendies sont précisées par divers arrêtés préfectoraux et s’appliquent dans les zones exposées aux incendies de forêt et à moins de 200 mètres de celles-ci. L’arrêté du 23 mars 2018, complété par un arrêté de 2020, réglemente l'emploi du feu en interdisant notamment d’apporter du feu, de fumer et de jeter des mégots de cigarette dans les espaces sensibles et sur les voies qui les traversent sous peine de sanctions. L'arrêté du 23 août 2021, abrogeant un arrêté de 2002, rend le débroussaillement obligatoire, incombant au propriétaire ou ayant droit,,.

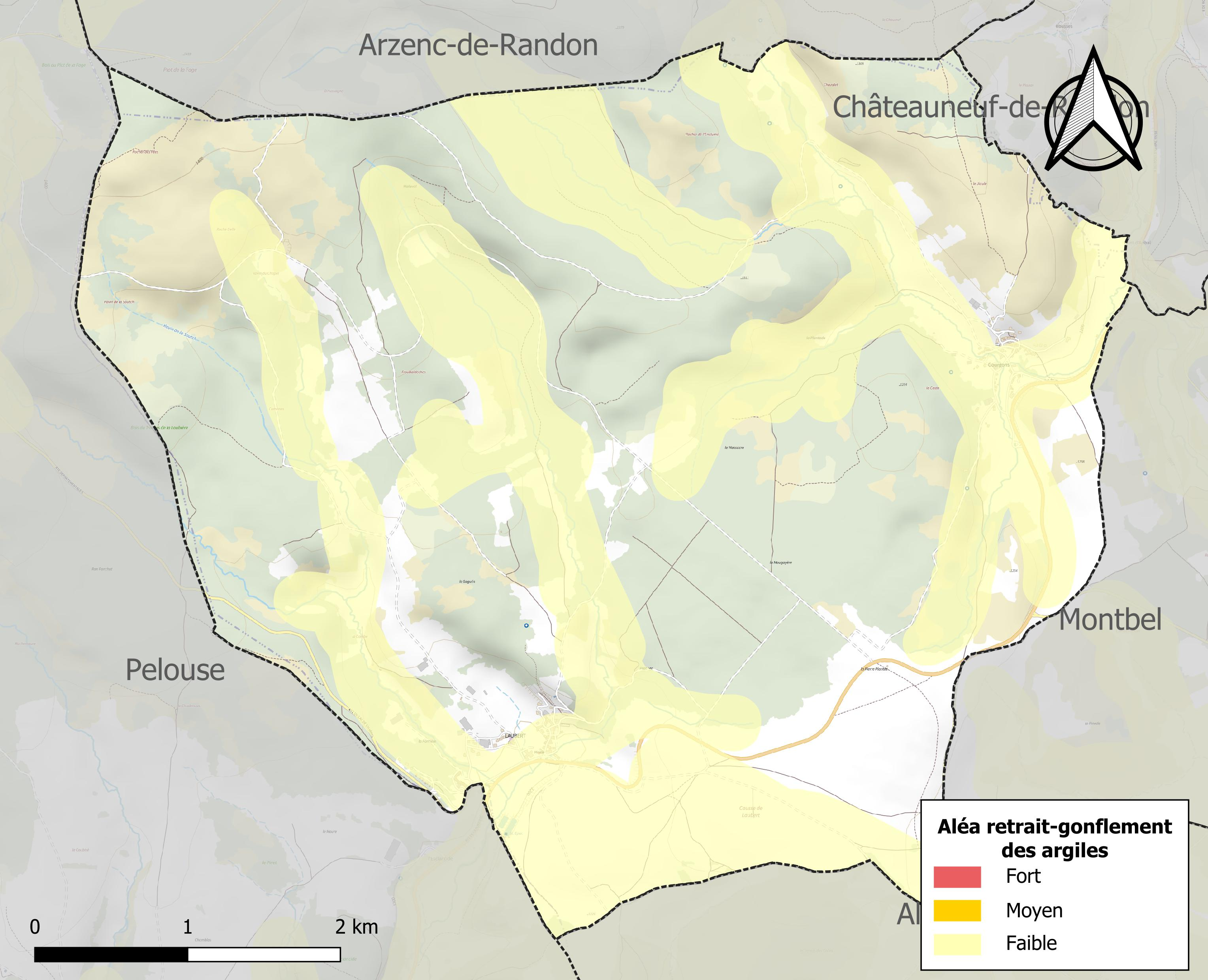
Carte des zones d'aléa retrait-gonflement des sols argileux de Laubert.

Le retrait-gonflement des sols argileux est susceptible d'engendrer des dommages importants aux bâtiments en cas d’alternance de périodes de sécheresse et de pluie. Aucune partie du territoire de la commune n'est en aléa moyen ou fort (15,8 % au niveau départemental et 48,5 % au niveau national). Sur les 110 bâtiments dénombrés sur la commune en 2019,  aucun n'est en aléa moyen ou fort, à comparer aux 14 % au niveau départemental et 54 % au niveau national. Une cartographie de l'exposition du territoire national au retrait gonflement des sols argileux est disponible sur le site du BRGM,.
Par ailleurs, afin de mieux appréhender le risque d’affaissement de terrain, l'inventaire national des cavités souterraines permet de localiser celles situées sur la commune.
La commune a été reconnue en état de catastrophe naturelle au titre des dommages causés par les inondations et coulées de boue survenues en 1982, 1994, 2003 et 2020. 

#### Risques technologiques
Le risque de transport de matières dangereuses sur la commune est lié à sa traversée par des infrastructures routières ou ferroviaires importantes ou la présence d'une canalisation de transport d'hydrocarbures. Un accident se produisant sur de telles infrastructures est susceptible d’avoir des effets graves sur les biens, les personnes ou l'environnement, selon la nature du matériau transporté. Des dispositions d’urbanisme peuvent être préconisées en conséquence.

#### Risque particulier
Dans plusieurs parties du territoire national, le radon, accumulé dans certains logements ou autres locaux, peut constituer une source significative d’exposition de la population aux rayonnements ionisants. Certaines communes du département sont concernées par le risque radon à un niveau plus ou moins élevé. Selon la classification de 2018, la commune de Laubert est classée en zone 3, à savoir zone à potentiel radon significatif.

## Histoire

### XXesiècle
En 1988 la commune de Laubert qui avait vu disparaître les 30 écoles du canton construit une école intercommunale toute neuve dans un style nouveau et avec un mobilier ergonomique « révolutionnaire ». Cela lui vaudra un prix délivré par l'association des maires de France.
Laubert entre dans le XXIe siècle avec le Livre Guinness des records. En effet, Morganne Toulouse devient la plus jeune dessinatrice de timbres poste à l'âge de neuf ans. C'est elle qui a réalisé le timbre de l'an 2000.
Les élections municipales des 9 et 16 mars 2008 n'ayant pas permis de constituer un conseil municipal, en raison de la démission de nombreux élus, un nouveau scrutin est organisé les 13 et 20 avril suivants. Le 26 avril 2008, Gérard Piejoujac, 65 ans, retraité, est élu par le conseil municipal à l'unanimité.
Immédiatement après son élection deux conseillères municipales annoncent leur démission.

## Politique et administration

### Découpage territorial
La commune de Laubert est membre de la communauté de communes Mont Lozère, un établissement public de coopération intercommunale (EPCI) à fiscalité propre créé le 30 novembre 2016 dont le siège est à Mont Lozère et Goulet. Ce dernier est par ailleurs membre d'autres groupements intercommunaux.
Sur le plan administratif, elle est rattachée à l'arrondissement de Mende, à la circonscription administrative de l'État de la Lozère et à la région Occitanie.
Sur le plan électoral, elle dépend du canton de Grandrieu pour l'élection des conseillers départementaux, depuis le redécoupage cantonal de 2014 entré en vigueur en 2015, et de la circonscription de la Lozère pour les élections législatives, depuis le dernier découpage électoral de 2010.

### Liste des maires
| Période | Période  | Identité         | Étiquette | Qualité                    |
| ------- | -------- | ---------------- | --------- | -------------------------- |
| 1971    | 2001     | Michel Valette   | DVG       | Maire honoraire            |
| 2001    | 2004     | Jérôme Finiels   |           |                            |
| 2004    | 2005     | Jérôme Bourret   | SE        |                            |
| 2005    | 2006     | Bernard Toulouse |           |                            |
| 2006    | 2008     | Jérôme Finiels   |           | Le même que de 2001 à 2004 |
| 2008    | 2014     | Gérard Piejoujac |           |                            |
| 2014    | En cours | Gilbert Debien   |           |                            |

## Population et société

### Démographie
L'évolution du nombre d'habitants est connue à travers les recensements de la population effectués dans la commune depuis 1876. Pour les communes de moins de 10 000 habitants, une enquête de recensement portant sur toute la population est réalisée tous les cinq ans, les populations de référence des années intermédiaires étant quant à elles estimées par interpolation ou extrapolation. Pour la commune, le premier recensement exhaustif entrant dans le cadre du nouveau dispositif a été réalisé en 2005.

En 2022, la commune comptait 102 habitants, en évolution de +3,03 % par rapport à 2016 (Lozère : +0,11 %, France hors Mayotte : +2,11 %).
| 1876 | 1881 | 1886 | 1891 | 1896 | 1901 | 1906 | 1911 | 1921 |
| ---- | ---- | ---- | ---- | ---- | ---- | ---- | ---- | ---- |
| 272  | 308  | 315  | 302  | 283  | 327  | 330  | 337  | 273  |

| 1926 | 1931 | 1936 | 1946 | 1954 | 1962 | 1968 | 1975 | 1982 |
| ---- | ---- | ---- | ---- | ---- | ---- | ---- | ---- | ---- |
| 299  | 272  | 247  | 202  | 186  | 160  | 129  | 120  | 124  |

| 1990 | 1999 | 2005 | 2006 | 2010 | 2015 | 2020 | 2022 | - |
| ---- | ---- | ---- | ---- | ---- | ---- | ---- | ---- | - |
| 128  | 134  | 111  | 112  | 102  | 102  | 100  | 102  | - |

### Connexion à internet
La commune n'est pas reliée à l'ADSL, les deux NRA les plus proches se trouvant à Châteauneuf-de-Randon et à Badaroux, à une distance trop grande du village.

## Économie

### Emploi
|                | 2008  | 2013  | 2018  |
| -------------- | ----- | ----- | ----- |
| Commune        | 3,1 % | 2,8 % | 7,1 % |
| Département    | 5 %   | 6,4 % | 7,1 % |
| France entière | 8,3 % | 10 %  | 10 %  |

En 2018, la population âgée de 15 à 64 ans s'élève à 55 personnes, parmi lesquelles on compte 80,4 % d'actifs (73,2 % ayant un emploi et 7,1 % de chômeurs) et 19,6 % d'inactifs,. En  2018, le taux de chômage communal (au sens du recensement) des 15-64 ans est supérieur à celui du département, mais inférieur à celui de la France, alors qu'il était inférieur à celui du département et de la France en 2008.
La commune fait partie de la couronne de l'aire d'attraction de Mende, du fait qu'au moins 15 % des actifs travaillent dans le pôle,. Elle compte 20 emplois en 2018, contre 24 en 2013 et 33 en 2008. Le nombre d'actifs ayant un emploi résidant dans la commune est de 44, soit un indicateur de concentration d'emploi de 45 % et un taux d'activité parmi les 15 ans ou plus de 60,5 %.
Sur ces 44 actifs de 15 ans ou plus ayant un emploi, 13 travaillent dans la commune, soit 29 % des habitants. Pour se rendre au travail, 88,9 % des habitants utilisent un véhicule personnel ou de fonction à quatre roues, 4,4 % s'y rendent en deux-roues, à vélo ou à pied et 6,7 % n'ont pas besoin de transport (travail au domicile).

## Culture locale et patrimoine

### Lieux et monuments

#### L'égliseNotre-Dame-des-Sources de Laubert
En 1278 est fondée une chapelle qui sera détruite en 1636, puis rebâtie en 1773.
En 1825, l'église actuelle est construite à la place de cette chapelle.
Le clocher est un clocher-peigne. En 1963, le conseil municipal fit refondre la cloche principale qui était fêlée. Durant l'hiver 1974/1975, le maire, Michel VALETTE, le conseil municipal et tous les hommes valides de la commune consacrent leur temps libre à restaurer intégralement et bénévolement l'intérieur de l'église.
Cette église, renfermant un mobilier remarquable, a une histoire peu banale décrite dans un petit document édité par le maire de Laubert en 1999.
Une petite fontaine, coiffée d'une belle charpente Philibert, au pied de l'église rajoute au charme du village.
On trouve dans cette église :
- un christ du XVe siècle en bois polychrome,
- une Vierge à l'Enfant du XVIIe siècle, en bois doré,
- un Atlante supportant la chaire (il existe trois autres Atlantes de ce type en Lozère),
- un retable doré et peint, à colonnes torses, provenant de l'église des Capucins, située à Mende. Il est surmonté de deux urnes funéraires.

#### Quelques dates

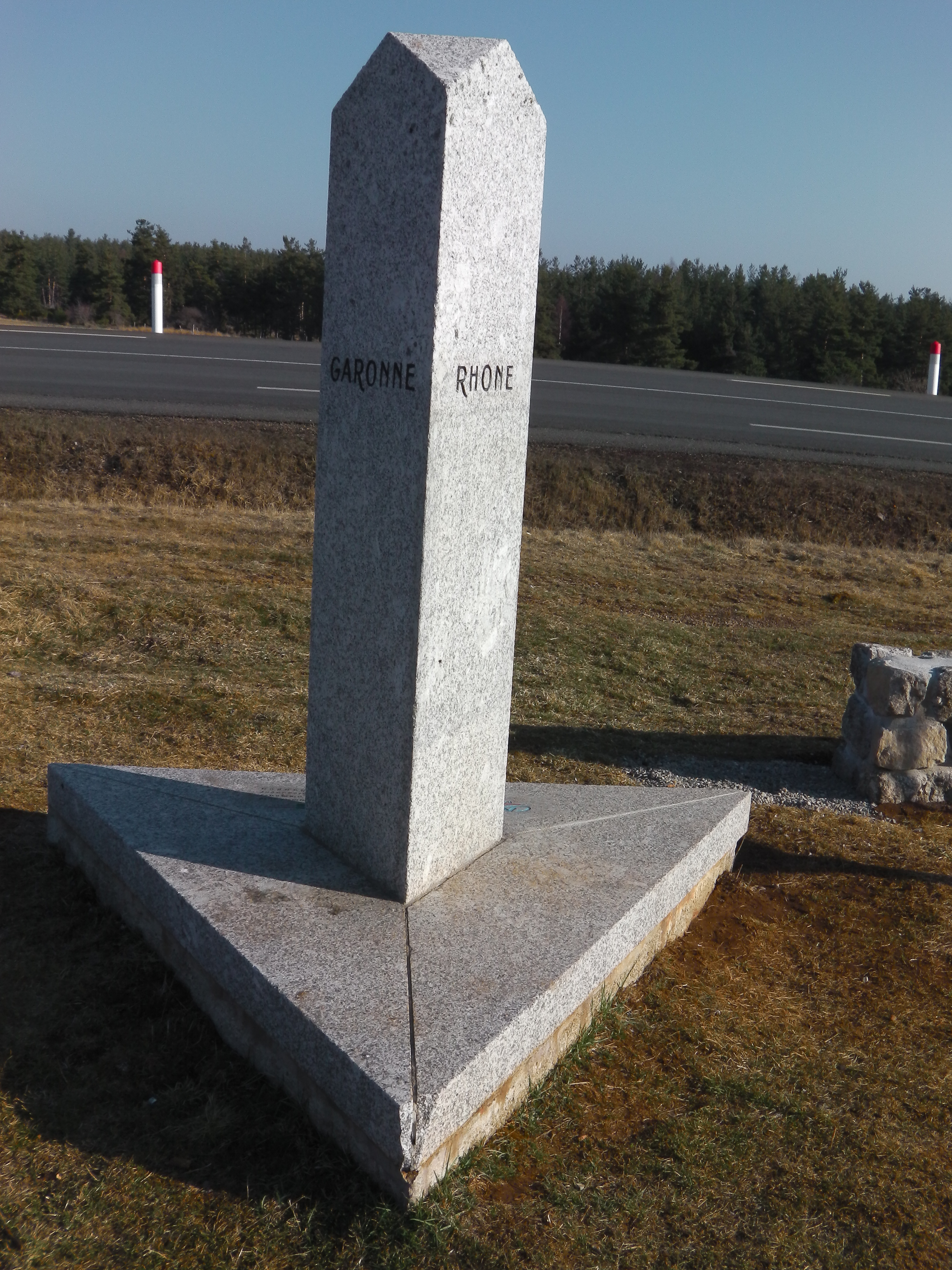
Monument érigé à l'emplacement du tripoint de partage des eaux entre les bassins versants de la Loire, de la Garonne et du Rhône sur les communes de Laubert et de Montbel en Lozère, près du col de la Pierre Plantée.

Extrait d'un document réalisé par le maire honoraire : Michel Valette.
- 1278 - Par acte du 28 septembre reçu par Me Villaret notaire à Mende, Bertrand de Laubert fonda une chapelle sous l'invocation de saint Barnabe et de saint Barthélémy. Le chapitre de Mende, seigneur de Laubert céda alors aux chapelains, comme revenu, le tiers de la dixme des grains de Laubert mais fit payer la dixme à la onzième gerbe et non à la seizième.
- 1636 - Le 12 décembre la chapelle était détruite. On n'en connaît pas la cause. Pendant les 137 ans qui suivirent on ignore si Laubert eut une chapelle ou non.
- 1773 - La chapelle fut rebâtie et l'évêque y autorisa la messe le 20 septembre. Mais tous les ecclésiastiques intervenant à Laubert devront être entretenus par les habitants moyennant 100 écus par an.
- 1780 - Les gens de Laubert ne peuvent plus payer et ne peuvent pas, non plus, se rendre à la paroisse à Allenc l'hiver, les dangers de la neige étant trop grands. Le 30 avril 1780 Claude Toulouse présente une requête au nom des gens de Laubert auprès de l'évêque pour que la chapelle de Laubert soit érigée en succursale avec un vicaire résident pris en charge par l'évêché.
- 1802 - Laubert est détaché d'Allenc et érigé en succursale le 12 février 1820.
- 1825 - La famille Valentin fit construire l'église actuelle.

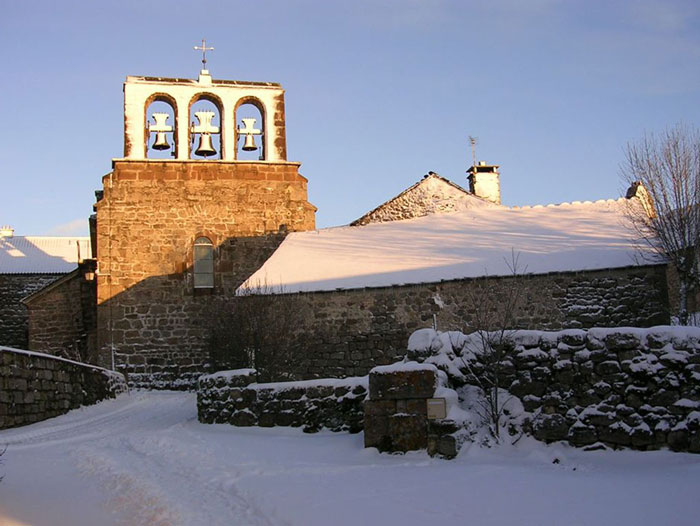
L'église en hiver.
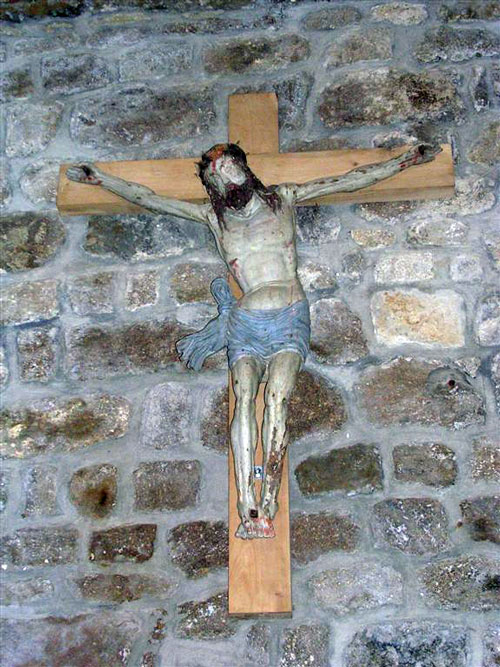
Le Christ (XVe siècle).
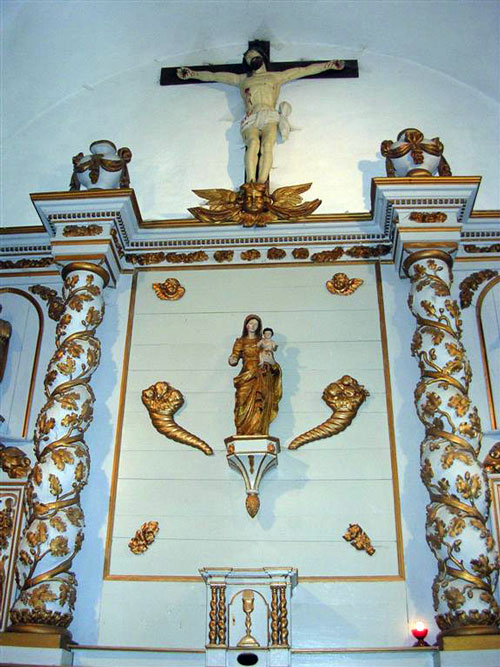
Le retable.
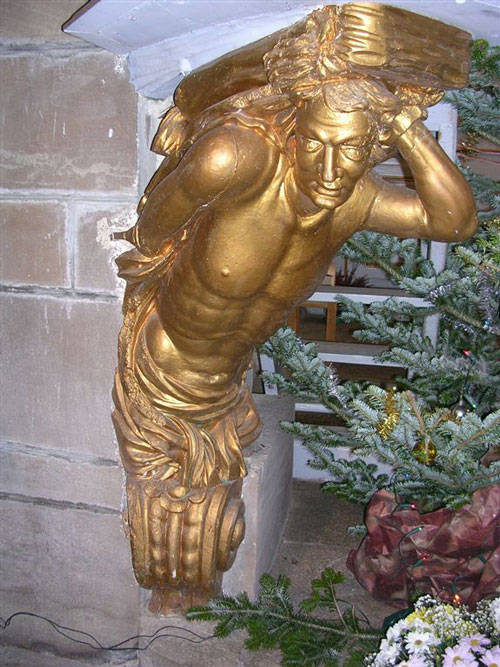
L'Atlante supportant la chaire.
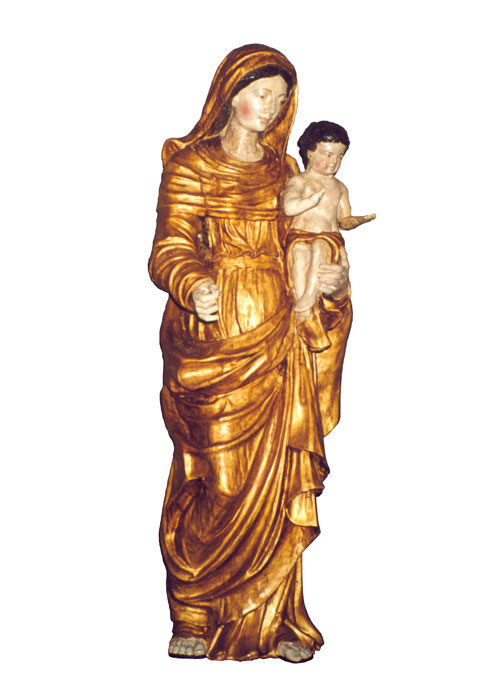
La Vierge à l'Enfant (XVIIe siècle).
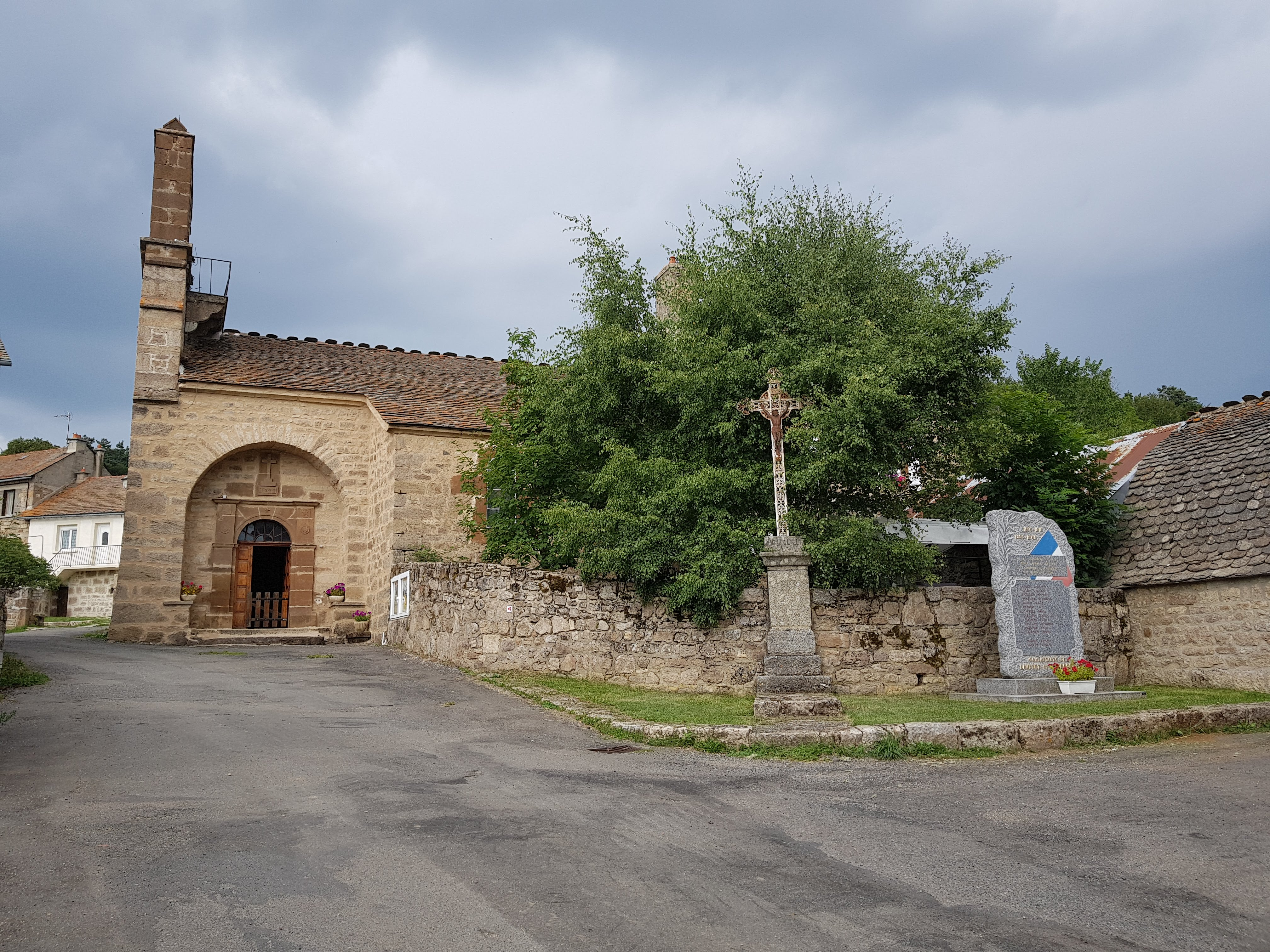
L'église et le monument aux morts.

#### Le château
De l'ensemble moyenâgeux fortifié de Laubert ne subsiste que le corps principal du château, remanié pour la dernière fois en 1721. Le château ne se visite pas mais son histoire n'est pas inintéressante. Ce fut une propriété du roi d'Aragon, d'où son nom : le Palais du Roy. Ce nom s'est d'ailleurs étendu à l'ensemble du domaine proche de l'actuel lac de Charpal. Plus tard le chapitre épiscopal de Mende en fit sa résidence d'été. En 1999 le maire de Laubert, Michel Valette, édita un petit document de présentation du château ; il en fit de même pour l'église et pour l'école[réf. nécessaire].